# Таджикистан на летних Азиатских играх 2014
Таджикистан принимал участие в летних Азиатских играх 2014 года в Инчхоне (Республика Корея)

## Медалисты
| Медаль | Спортсмен       | Вид спорта      | Дисциплина              |
| ------ | --------------- | --------------- | ----------------------- |
| Золото | Дильшод Назаров | Лёгкая атлетика | Мужчины, метание молота |
| Бронза | Фарход Негматов | Тхэквондо       | Мужчины, до 80 кг       |
| Бронза | Алишер Гулов    | Тхэквондо       | Мужчины, свыше 87 кг    |
| Бронза | Мохру Халимова  | Тхэквондо       | Женщины, свыше 73 кг    |